# Прјепасње
Прјепасње (слч. Priepasné) насељено је мјесто са административним статусом сеоске општине (слч. obec) у округу Мијава, у Тренчинском крају, Словачка Република.

## Становништво
| Година:    | 1994. | 2004.    | 2014.   | 2024.   |
| ---------- | ----- | -------- | ------- | ------- |
| Број људи: | 426   | 345      | 373     | 350     |
| Разлика:   |       | -19,01 % | +8,11 % | -6,16 % |

| Година:    | 2023. | 2024.   |
| ---------- | ----- | ------- |
| Број људи: | 354   | 350     |
| Разлика:   |       | -1,12 % |

Према подацима о броју становника из 2024. године насеље је имало 350 становника.